# Cazeresia montana
Cazeresia montana es un coleóptero de la familia Chrysomelidae.
Fue descrita científicamente en 2005 por Jolivet, Verma & Mille.